# Masacre de Villatina
La Masacre de Villatina fue una masacre que se presentó en Medellín (Antioquia), Colombia el 15 de noviembre de 1992. Fue una masacre de ocho niños y un joven perpetrada por la Policía Nacional de Colombia, los cuales al parecer eran miembros del F2, antigua policía secreta.

## Antecedentes
Entre 1989 y 1993, el gobierno colombiano libraba una guerra contra el Cartel de Medellín liderado por el narcotraficante Pablo Escobar, y muchos jóvenes se involucraron en la Oficina, una banda de sicarios dirigida por Mario Alberto Castaño Molina El Chopo, el cual ofrecía recompensas por el asesinato de policías. Durante ese periodo, Organismos No Gubernamentales como el Comité Permanente para la Defensa de los Derechos Humanos Seccional Antioquia denunciaron continuamente los actos de exterminio masivo conocidos como "limpieza Social" contra los jóvenes, los cuales eran perpetrados por agentes de la Policía Nacional en las comunas de Medellín, a raíz de los asesinatos de agentes de policía en la ciudad. La razón: para presionar al gobierno de Cesar Gaviria para abolir la extradición, Escobar, ya había realizado esta estrategia del asesinato de 215 policías entre octubre de 1989 y febrero de 1991, es decir, meses antes de entregarse a la cárcel La Catedral. Una vez entregado, se suspendió este narcoterrorismo hasta julio de 1992, cuando Escobar nuevamente estaba prófugo tras escaparse de La Catedral tras estar 13 meses recluido. Como consecuencia, el gobierno de César Gaviria decidió reactivar el Bloque de Búsqueda para cazar a Escobar vivo o muerto. El cartel de Medellín ante la presión policial, reactivó su campaña narcoterrorista asesinando a 30 uniformados entre septiembre y octubre de 1992. Como resultado, los jóvenes eran perseguidos porque se creían que eran sicarios pagados por el cartel, unos días antes, 2 agentes del F2 fueron asesinados, hecho que desencadenó la masacre.

## Acontecimiento
Según los testigos 12 hombres armados bajaron de vehículos sin placas, algunos de ellos enmascarados y se dirigieron a la tienda mixta La Cebada, donde se encontraban 9 personas las cuales fueron reducidas y asesinadas sin juicio alguno. Una de las víctimas reconoció a uno de los asesinos, ya que su tío asesinado unos días antes también era policía. 7 víctimas murieron en el lugar de los hechos, otros 2 quedaron gravemente heridos y murieron cuando eran conducidos al hospital. Los policías asesinos posteriormente se enfrentaron con una patrulla del Ejército Nacional y huyeron del lugar.

## Víctimas
- Johanna Mazo Ramírez de 8 años,
- Giovanny Alberto Vallejo Restrepo, de 15 años;
- Ángel Alberto Barón Miranda, de 16 años;
- Johnny Alexander Cardona Ramírez, de 17 años;
- Ricardo Alexander Hernández, de 17 años;
- Oscar Andrés Ortiz Toro, de 17 años;
- Marlon Alberto Álvarez, de 17 años,
- Nelson Duban Flórez Villa, de 17 años
- Mauricio Antonio Higuita Ramírez de 22 años[5]

## Responsables
El dragoneante Omaldo de Jesús Betancour y los agentes Gilberto Ordóñez Muñoz y Milton de Jesús Martínez Mena fueron encontrados entre los culpables de la masacre en 1997 y destituidos de la Policía Nacional. La Comisión Interamericana de Derechos Humanos falló a favor de las víctimas y encontró culpable al Estado colombiano de dicha masacre en 1996. En 2009 el gobierno le informó a la CIDH que la Unidad de Derechos Humanos de la Fiscalía abrió una investigación para esclarecer los hechos. Las familias de las víctimas denunciaron en varias ocasiones que este caso quedó en la impunidad.

## Homenajes
En 2004 se inauguró una estatua en el Parque los Periodistas de Medellín en homenaje a los niños asesinados, la comunidad ha realizado homenajes al lado del Comando de Atención Inmediata de la Policía Nacional Villatina. En el barrio también ocurrió el Deslizamiento de Villatina en 1987. En 2014 se publicó un libro sobre este acontecimiento.